# 独山水库 (柳城)
独山水库是中国广西壮族自治区柳州市柳城县境内的一座水库，位于融江流域独山河上，建于1972年。水库正常库容为1743万立方米，集雨面积为46平方千米，海拔为256米。